# Калныньш, Юрис (журналист)
Ю́рис Ка́лныньш (латыш. Juris Kalniņš; 20 декабря 1847, Арциемс, ныне Палеская волость Лимбажского края — 29 июня 1919, Рига) — латвийский журналист и педагог.
Племянник писателя Юриса Нейкенса, в доме которого проводил летние месяцы. Окончил окружную школу в Лимбажи, затем учительскую семинарию Яниса Цимзе в Валке (1868). Работал учителем в Ляудоне (1868—1870), Виеталве (1870—1881), Сауснее (1883—1886), в 1886—1895 гг. возглавлял приходскую школу во Виеталве, основал там благотворительное общество, руководил приходским хором, с которым принял участие в I, II и III Праздниках песни. Опубликовал учебные пособия «Первый курс знаний о природе для народной школы» (латыш. Dabas mācības pirmais kurss tautas skolās; 1878), «Изучение латышского языка» и «Геометрия» (оба 1890), первый учебник «Теория латышской литературы» (латыш. Latviešu rakstniecības teorija; 1892).
С 1879 г. публиковал в газете «Голос» (латыш. Balss) статьи по вопросам образования, школьной жизни, изучения природы, латышского языка и т. д. В 1895 г. перебрался в Ригу, работал в редакции газеты «Голос», одновременно активно сотрудничая с газетой «Балтийский вестник», в 1905—1906 гг. был её ответственным редактором. В 1906 г. газета была закрыта, а Калныньш провёл 8 месяцев в тюрьме. В 1907—1917 гг. работал в газете Dzimtenes Vēstnesis, в 1917—1918 гг. — в газете Rīgas Latviešu Avīze. В 1917 г. вместе с Янисом Акменсом и Николаем Шилиньшем принял участие в возрождении «Балтийского вестника».
Опубликовал биографические очерки о своих наставниках Нейкенсе и Цимзе, латышский перевод баллады Генриха Гейне «Валтасар»; участвовал в работе над латышским переводом романа Густава Фрейтага «Приход и расход».